# Скарлет Померс
Скарлет Ноел Померс (енгл. Scarlett Noel Pomers; Риверсајд, Калифорнија, САД, 28. новембар 1988) је америчка глумица, најпознатија по улози Нејоми Вајлдман (енгл. Naomi Wildman) у ТВ серији „Звездане стазе: Војаџер“ и Кире Харт (енгл. Kyra Hart) у ТВ серији „Риба“.